# Nikolaj Rybnikov
Nikolaj Rybnikov (Borisoglebsk, 13 dicembre 1930 – Mosca, 22 ottobre 1990) è stato un attore sovietico.

## Filmografia parziale

### Attore
- Čužaja rodnja, regia di Michail Švejcer (1955)
- Primavera in via Zarečnaja (Vesna na Zarečnoj ulice), regia di Marlen Chuciev e Feliks Mironer (1956)
- Vysota, regia di Aleksandr Zarchi (1957)
- Rjadom s nami, regia di Adol'f Bergunker (1957)
- Devčata, regia di Jurij Čuljukin (1961)

## Premi
- Artista onorato della RSFSR
- Artista popolare della RSFSR